# ラ・ゴメラ島

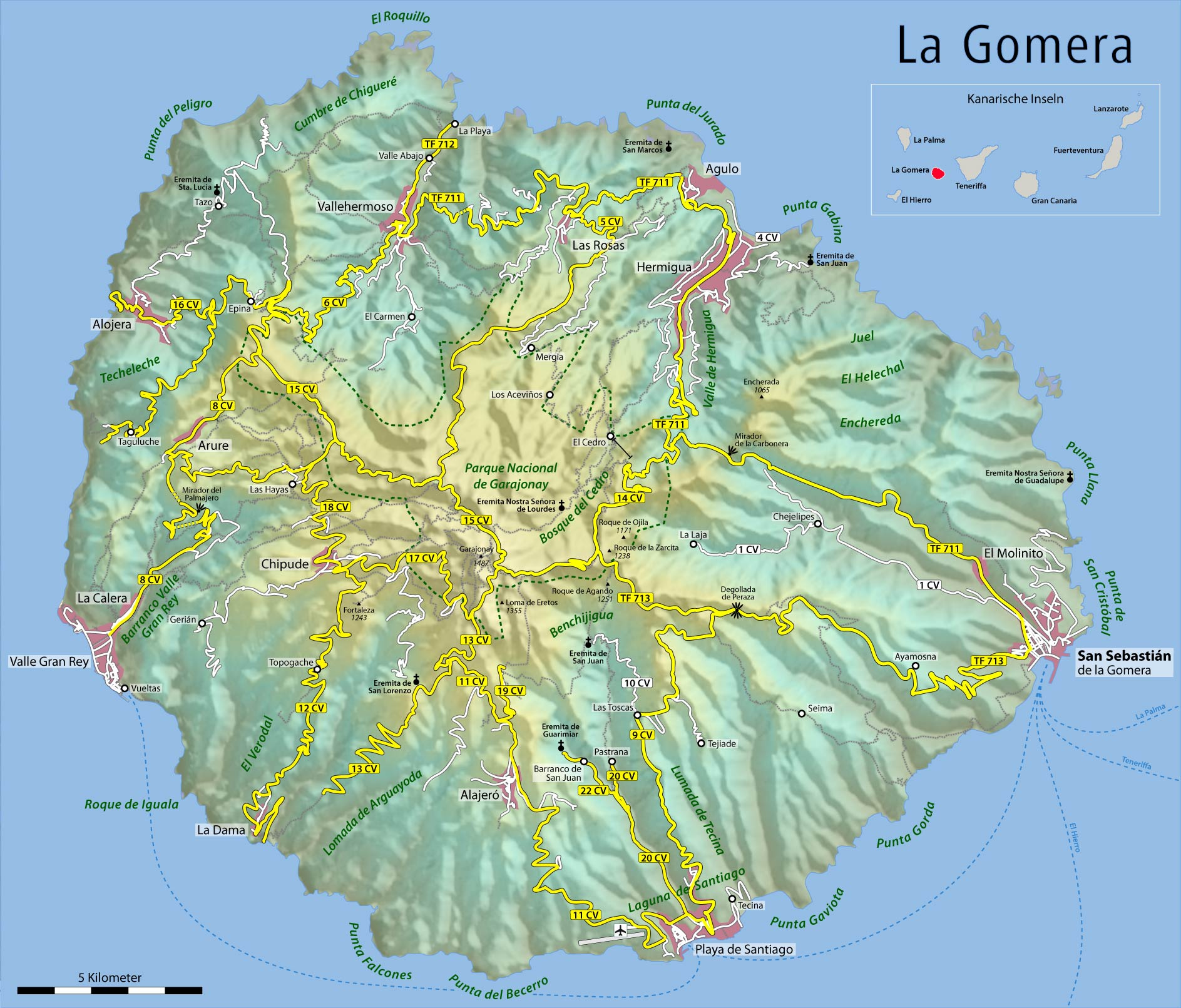

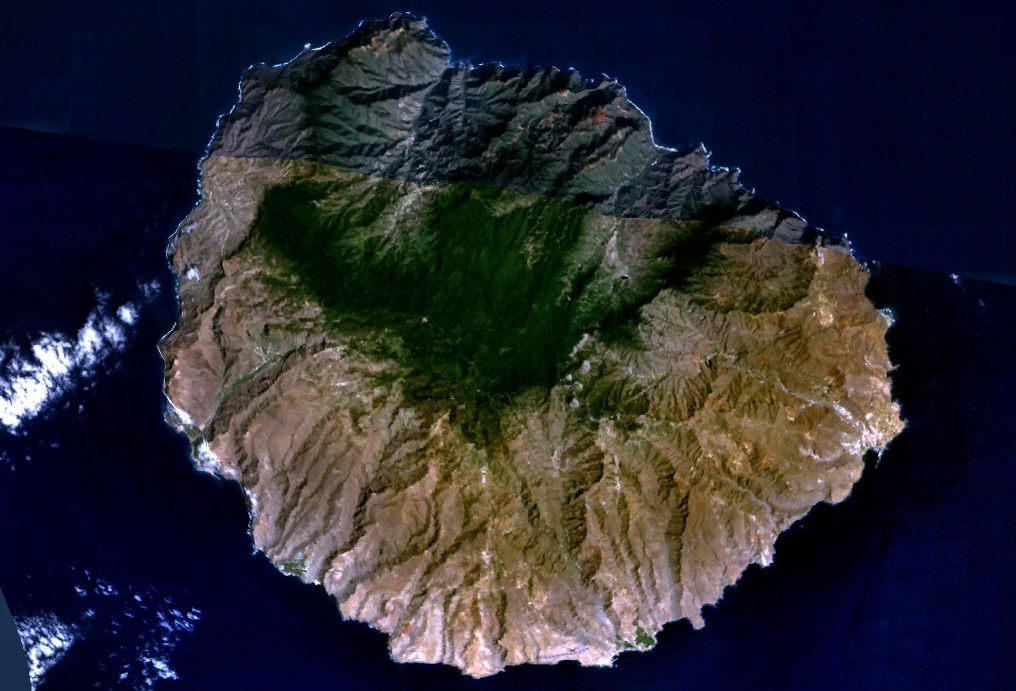
衛星写真

ラ・ゴメラ島（ラ・ゴメラとう、La Gomera）はスペイン、カナリア諸島の島である。ゴメラとは、アラビア語で「小さな松明」を意味する。島の人口は21,952人（2006年）。円形の火山性の島であり、最高地点は1,484mのガラホナイ峰である。
島の中央部には風化作用で形成された高原があり、海からの湿気が一帯に止まり、高い場所に雲海を生み出す。そのため、島の気候は湿潤性で、ゲッケイジュのLaurus novocanariensisが生える照葉樹林が広がり、フランケニア科のFrankenia ericifolia、セリ科のAstydamia latifolia、イソマツ科のLimonium pectinatum、キク科のReichardia ligulata、ハマビシ科のTetraena fontanesiiなども生えている。動物はミサゴ、チョウゲンボウ、バーバリーハヤブサ、ヒメミズナギドリ、Gallotia bravoanaなどが生息している。島にはユネスコが認定した世界遺産のガラホナイ国立公園があり、2012年にはラ・ゴメラ島全体がユネスコの生物圏保護区に指定された。
ローマ時代から島の存在は知られており、先住民族のグアンチェ族が住んでいた。16世紀からスペイン人が入植し、グアンチェ族は絶滅した。1492年、大西洋を横断する際にクリストファー・コロンブスがラ・ゴメラ島を最後の寄港地にした。

## 山火事
2012年8月11日に山火事が発生、住民約600人が避難する事態となった。2,600ha以上の森林が消失し、ガラホナイ国立公園の一部にも被害が及んだ。